# Lepidodactylus ranauensis
Lepidodactylus ranauensis är en ödleart som beskrevs av  Hidetoshi Ota och HIKIDA 1988. Lepidodactylus ranauensis ingår i släktet Lepidodactylus och familjen geckoödlor. Inga underarter finns listade i Catalogue of Life.